# جيمس غيري
جيمس غيري (بالإنجليزية: James Geary)‏ هو صحفي أمريكي، ولد في 1962.

## وصلات خارجية
- الموقع الرسمي